# Pangasianodon
A Pangasianodon a sugarasúszójú halak (Actinopterygii) osztályának harcsaalakúak (Siluriformes) rendjébe, ezen belül az óriásharcsafélék (Pangasiidae) családjába tartozó nem.

## Tudnivalók
Az idetartozó halak, korábban a Pangasius nevű harcsanembe voltak besorolva. A Pangasianodon-fajok Délkelet-Ázsia édesvizeiben fordulnak elő. A legnagyobb példányaiknak hossza 130-300 centiméter között mozog.

## Rendszerezés
A nembe az alábbi 2 faj tartozik:
- Pangasianodon gigas Chevey, 1931
- ázsiai cápaharcsa (Pangasianodon hypophthalmus) (Sauvage, 1878)